# Loki (Rakete)

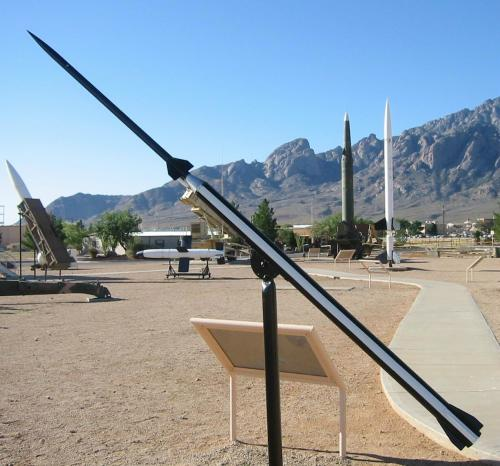
Rakete im White Sands Missile Range Museum

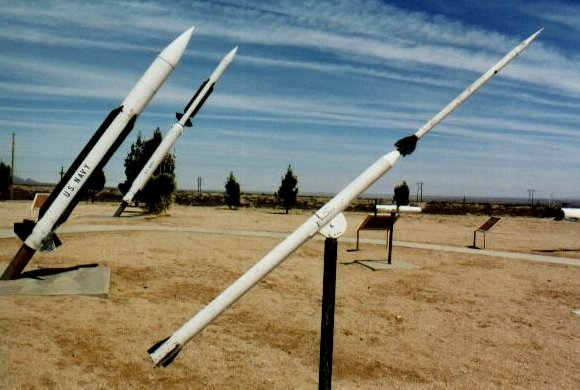
Loki-Dart Version

Loki ist die Bezeichnung einer ungesteuerten US-amerikanischen Höhenforschungsrakete, die insbesondere für meteorologische Experimente verwendet wurde. Die Loki wurde zwischen dem 7. Februar 1956 und dem 30. Dezember 1985 mindestens 191-mal gestartet. Die Loki besaß eine Gipfelhöhe von 30 Kilometern, einen Startschub von 9,03 kN, eine Startmasse von 13 Kilogramm und einen Durchmesser von 76 Millimetern. Die Loki war 2,63 Meter lang und hatte eine Flossenspannweite von 0,33 Metern.
Neben der Standard-Loki gab es auch einige Abwandlungen, zum Beispiel die Loki Dart, deren Dart-Oberteil eine größere Höhe erreichen konnte als die Loki selbst. Die Loki wurde zur Super Loki weiterentwickelt.